# 草柳文惠
草柳 文恵（くさやなぎ ふみえ、1954年1月26日 - 2008年9月9日）は日本の女性ニュースキャスター、エッセイストである。

## 経歴・人物
父は戦後を代表するジャーナリスト・評論家の草柳大蔵。
神奈川県に生まれる。1974年、青山学院大学在学中に第18回ミス東京コンテスト第1位に選ばれ、その後は東京都の海外親善使節などを務めた。1976年の青山学院大学フランス文学科卒業後は、マスコミで活動した。
1978年、将棋棋士・真部一男と結婚するが、のちに離婚した。離婚後はテレビのリポーターや司会、エッセイストとして活動した。
2008年9月9日、東京都中央区の自宅マンションで自殺を図り病院に搬送されたが、後に死亡が確認された。54歳没。婦人病の経過が思わしくなく、体調の悪さに悩んでいたという。

## 出演番組
- 経済ホットチャンネル（テレビ東京 パートナー）
- 土曜ニュースプラザ（TBSラジオ）
- お元気ですか（東北放送ラジオ他東北電力エリア7県で放送）
- 一枚の写真（1989年9月29日、フジテレビ）
- 合格いっぽん道（ラジオたんぱ）

## 著書
- 山陽新聞社 編『草柳文恵のさわやかトーク』グラフ社、1984年4月25日。ISBN 4766200578。NDLJP:12252137。